# Nik Zupančič
Temple de la renommée slovène : 2012
Nik Zupančič (né le 3 octobre 1968 à Ljubljana en République socialiste de Slovénie) est un joueur professionnel de hockey sur glace slovène devenu entraîneur.

## Biographie

### Carrière en club
Il attaque sa carrière en 1991 à l'HDD ZM Olimpija dans le Championnat slovène. Au cours de sa carrière,  il évolue en EBE Liga, en SM-liiga, en Elitserien, et en Nationalliga. En 2007, il retourne à l'HDD ZM Olimpija qui intègre l'EBE Liga. Il met un terme à sa carrière en 2009.

### Carrière internationale
Il a représenté l'Équipe de Slovénie de hockey sur glace dans les différentes compétitions internationales de 1991 à 2004.
En juin 2015, il est nommé sélectionneur de la Slovénie et succède à Matjaž Kopitar.